# Puigfred (Sant Martí de Centelles)
El Puigfred és una muntanya de 933 metres que es troba a l'extrem meridional del terme de Sant Martí de Centelles, a l'indret conegut com els Cingles de Bertí, i forma un conjunt de elevacions predominants de la contrada juntament amb el serrat de les Escorces (separats pel coll de Nou). És rodejat per diferents massos com el Rajadell, Bellavista Vella o Puig-Arnau. A llevant del cim s'hi troben altres elevacions remarcables com el cim de la Trona o el turó del Rajadell. També a llevant hi passa el sender de gran recorregut GR 5 i el camí de Matagalls - Montserrat.